# Campionato Sammarinese (1995/1996)

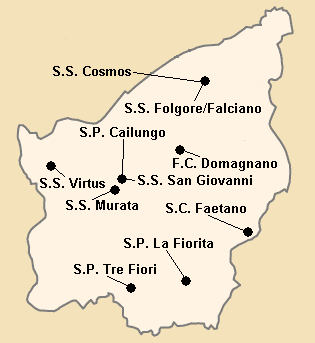
Lokalizacja drużyn

W sezonie 1995/1996 rozegrano 11. edycję najwyższej klasy rozgrywkowej piłki nożnej w San Marino – Campionato Sammarinese. W sezonie brało udział 10 zespołów. Tytułu nie obroniła drużyna SP Tre Fiori. Nowym mistrzem San Marino został zespół SS Cosmos.

## Tabela końcowa
|    | Klub                | M  | Z  | R | P  | Br+ | Br- | Pkt | Uwagi            |
| 1  | SS Cosmos           | 18 | 10 | 3 | 5  | 29  | 20  | 33  | Turniej finałowy |
| 2  | SS Murata           | 18 | 8  | 7 | 3  | 29  | 15  | 31  | Turniej finałowy |
| 3  | SP La Fiorita       | 18 | 8  | 5 | 5  | 23  | 17  | 29  | Turniej finałowy |
| 4  | SS San Giovanni     | 18 | 7  | 7 | 4  | 26  | 24  | 28  | Turniej finałowy |
| 5  | SS Folgore/Falciano | 18 | 7  | 6 | 5  | 22  | 18  | 27  |                  |
| 6  | FC Domagnano        | 18 | 7  | 5 | 6  | 22  | 16  | 26  |                  |
| 7  | SP Tre Fiori        | 18 | 8  | 2 | 8  | 23  | 25  | 26  |                  |
| 8  | SS Virtus           | 18 | 5  | 6 | 7  | 22  | 26  | 21  |                  |
| 9  | SP Cailungo         | 18 | 3  | 6 | 9  | 20  | 32  | 15  | Spadek           |
| 10 | SC Faetano          | 18 | 3  | 1 | 14 | 16  | 39  | 10  | Spadek           |

## Turniej finałowy

### Pierwsza runda
- SS San Giovanni 0-1 AC Libertas
- SS Murata 2-4 SP La Fiorita

### Druga runda
- SS San Giovanni 2-0 SS Murata
- AC Libertas 2-2 (karne 3-4) SP La Fiorita

### Trzecia runda
- AC Libertas 3-0 SS San Giovanni
- SS Cosmos 1-0 SP La Fiorita

### Półfinał
- AC Libertas 4-3 SP La Fiorita

### Finał
- AC Libertas 4-1 SS Cosmos